# Ouderkerk
Ouderkerk – dawna gmina w Holandii, w prowincji Holandia Południowa.

## Miejscowości
Gouderak, Lageweg, Ouderkerk aan den IJssel (siedziba gminy).